# Grand Prix SAR La Princesse Lalla Meryem 2012 - Qualificazioni singolare
Le qualificazioni del singolare  del Grand Prix SAR La Princesse Lalla Meryem 2012 sono state un torneo di tennis preliminare per accedere alla fase finale della manifestazione. I vincitori dell'ultimo turno sono entrati di diritto nel tabellone principale. In caso di ritiro di uno o più giocatori aventi diritto a questi sono subentrati i lucky loser, ossia i giocatori che hanno perso nell'ultimo turno ma che avevano una classifica più alta rispetto agli altri partecipanti che avevano comunque perso nel turno finale.

## Giocatrici

### Teste di serie
Le prime quattro teste di serie anno ricevuto un bye per il secondo turno
1. Anastasija Rodionova (direttamente al tabellone principale)
2. Melinda Czink (qualificata)
3. Mathilde Johansson (ultimo turno, Lucky Loser)
4. Eva Birnerová (secondo turno)

1. Karolína Plíšková (secondo turno)
2. Lara Arruabarrena Vecino (secondo turno)
3. Jaroslava Švedova (secondo turno)
4. Aravane Rezaï (secondo turno)
5. Garbiñe Muguruza Blanco (qualificata)

### Qualificate
1. Garbiñe Muguruza Blanco
2. Melinda Czink

1. Arina Rodionova
2. Kiki Bertens

## Tabellone singolare

### 1ª sezione
|  | Primo turno       | Primo turno       | Primo turno       | Primo turno | Primo turno |  |  | Secondo turno | Secondo turno           | Secondo turno           | Secondo turno | Secondo turno |   |   | Ultimo turno | Ultimo turno            | Ultimo turno            | Ultimo turno | Ultimo turno |  |
|  |                   |                   |                   |             |             |  |  |               |                         |                         |               |               |   |   |              |                         |                         |              |              |  |
|  |                   |                   |                   |             |             |  |  |               |                         |                         |               |               |   |   |              |                         |                         |              |              |  |
|  |                   |                   |                   |             |             |  |  | 9             | Garbiñe Muguruza Blanco | Garbiñe Muguruza Blanco | 6             | 6             |   |   |              |                         |                         |              |              |  |
|  | Laura Thorpe      | Laura Thorpe      | Laura Thorpe      | 2           | 2           |  |  |               | Claire Feuerstein       | Claire Feuerstein       | 3             | 3             |   |   |              |                         |                         |              |              |  |
|  | Claire Feuerstein | Claire Feuerstein | Claire Feuerstein | 6           | 6           |  |  |               |                         |                         |               |               |   |   | 9            | Garbiñe Muguruza Blanco | Garbiñe Muguruza Blanco | 7            | 7            |  |
|  | Bianca Botto      | Bianca Botto      | Bianca Botto      | 6           | 7           |  |  |               |                         |                         | Bianca Botto  | Bianca Botto  | 5 | 5 |              |                         |                         |              |              |  |
|  | Caroline Garcia   | Caroline Garcia   | Caroline Garcia   | 3           | 65          |  |  |               | Bianca Botto            | 4                       | 6             | 6             |   |   |              |                         |                         |              |              |  |
|  | WC                | Fatima Erraji     | Fatima Erraji     | 1           | 0           |  |  | 7             | Jaroslava Švedova       | 6                       | 2             | 1             |   |   |              |                         |                         |              |              |  |
|  | 7                 | Jaroslava Švedova | Jaroslava Švedova | 6           | 6           |  |  |               |                         |                         |               |               |   |   |              |                         |                         |              |              |  |

### 2ª sezione
|  | Primo turno       | Primo turno       | Primo turno       | Primo turno | Primo turno |  |  | Secondo turno | Secondo turno     | Secondo turno  | Secondo turno     | Secondo turno     |   |   | Ultimo turno | Ultimo turno  | Ultimo turno  | Ultimo turno | Ultimo turno |  |
|  |                   |                   |                   |             |             |  |  |               |                   |                |                   |                   |   |   |              |               |               |              |              |  |
|  |                   |                   |                   |             |             |  |  |               |                   |                |                   |                   |   |   |              |               |               |              |              |  |
|  |                   |                   |                   |             |             |  |  | 2             | Melinda Czink     | Melinda Czink  | 6                 | 6                 |   |   |              |               |               |              |              |  |
|  | Séverine Beltrame | Séverine Beltrame | Séverine Beltrame | 3           | 2           |  |  |               | Réka-Luca Jani    | Réka-Luca Jani | 1                 | 4                 |   |   |              |               |               |              |              |  |
|  | Réka-Luca Jani    | Réka-Luca Jani    | Réka-Luca Jani    | 6           | 6           |  |  |               |                   |                |                   |                   |   |   | 2            | Melinda Czink | Melinda Czink | 6            | 6            |  |
|  |                   |                   |                   |             |             |  |  |               |                   |                | Ekaterina Ivanova | Ekaterina Ivanova | 0 | 4 |              |               |               |              |              |  |
|  |                   |                   |                   |             |             |  |  |               | Ekaterina Ivanova | 6              | 4                 | 6                 |   |   |              |               |               |              |              |  |
|  |                   | Elica Kostova     | 4                 | 6           | 1           |  |  | 8             | Aravane Rezaï     | 4              | 6                 | 4                 |   |   |              |               |               |              |              |  |
|  | 8                 | Aravane Rezaï     | 6                 | 1           | 6           |  |  |               |                   |                |                   |                   |   |   |              |               |               |              |              |  |

### 3ª sezione
|  | Primo turno             | Primo turno             | Primo turno       | Primo turno | Primo turno |  |  | Secondo turno | Secondo turno           | Secondo turno           | Secondo turno   | Secondo turno |   |   | Ultimo turno | Ultimo turno       | Ultimo turno | Ultimo turno | Ultimo turno |  |
|  |                         |                         |                   |             |             |  |  |               |                         |                         |                 |               |   |   |              |                    |              |              |              |  |
|  |                         |                         |                   |             |             |  |  |               |                         |                         |                 |               |   |   |              |                    |              |              |              |  |
|  |                         |                         |                   |             |             |  |  | 3             | Mathilde Johansson      | Mathilde Johansson      | 6               | 6             |   |   |              |                    |              |              |              |  |
|  | Estrella Cabeza Candela | Estrella Cabeza Candela | 1                 | 6           | 6           |  |  |               | Estrella Cabeza Candela | Estrella Cabeza Candela | 2               | 1             |   |   |              |                    |              |              |              |  |
|  | Ol'ga Savčuk            | Ol'ga Savčuk            | 6                 | 3           | 4           |  |  |               |                         |                         |                 |               |   |   | 3            | Mathilde Johansson | 7            | 4            | 3            |  |
|  | Arina Rodionova         | Arina Rodionova         | 1                 | 7           | 6           |  |  |               |                         |                         | Arina Rodionova | 5             | 6 | 6 |              |                    |              |              |              |  |
|  | Darija Jurak            | Darija Jurak            | 6                 | 5           | 3           |  |  |               | Arina Rodionova         | 3                       | 6               | 6             |   |   |              |                    |              |              |              |  |
|  | WC                      | Ghita Benhadi           | Ghita Benhadi     | 0           | 0           |  |  | 5             | Karolína Plíšková       | 6                       | 0               | 1             |   |   |              |                    |              |              |              |  |
|  | 5                       | Karolína Plíšková       | Karolína Plíšková | 6           | 6           |  |  |               |                         |                         |                 |               |   |   |              |                    |              |              |              |  |

### 4ª sezione
|  | Primo turno       | Primo turno              | Primo turno              | Primo turno | Primo turno |  |  | Secondo turno | Secondo turno            | Secondo turno     | Secondo turno | Secondo turno |   |   | Ultimo turno      | Ultimo turno      | Ultimo turno | Ultimo turno | Ultimo turno |  |
|  |                   |                          |                          |             |             |  |  |               |                          |                   |               |               |   |   |                   |                   |              |              |              |  |
|  |                   |                          |                          |             |             |  |  |               |                          |                   |               |               |   |   |                   |                   |              |              |              |  |
|  |                   |                          |                          |             |             |  |  | 4             | Eva Birnerová            | Eva Birnerová     | 6(1)          | 5             |   |   |                   |                   |              |              |              |  |
|  | Kristýna Plíšková | Kristýna Plíšková        | 6                        | 4           | 7           |  |  |               | Kristýna Plíšková        | Kristýna Plíšková | 7             | 7             |   |   |                   |                   |              |              |              |  |
|  | Marta Domachowska | Marta Domachowska        | 3                        | 6           | 5           |  |  |               |                          |                   |               |               |   |   | Kristýna Plíšková | Kristýna Plíšková | 1            | 6            | 4            |  |
|  |                   | Kiki Bertens             | Kiki Bertens             | 6           | 6           |  |  |               |                          | Kiki Bertens      | Kiki Bertens  | 6             | 4 | 6 |                   |                   |              |              |              |  |
|  | WC                | Intissar Rassif          | Intissar Rassif          | 0           | 0           |  |  |               | Kiki Bertens             | 3                 | 6             | 6             |   |   |                   |                   |              |              |              |  |
|  |                   | Maria João Koehler       | Maria João Koehler       | 63          | 2           |  |  | 6             | Lara Arruabarrena Vecino | 6                 | 1             | 4             |   |   |                   |                   |              |              |              |  |
|  | 6                 | Lara Arruabarrena Vecino | Lara Arruabarrena Vecino | 7           | 6           |  |  |               |                          |                   |               |               |   |   |                   |                   |              |              |              |  |